# Pizona
Pizona è un'area non incorporata nella Contea di Mono in California. È attraversata dal torrente Pizona e si trova a 16 miglia nord-nordest delle Glass Mountain, a un'altezza di 2145 m.